# Anura Kumara Dissanayake
Dissanayaka Mudiyanselage Anura Kumara Dissanayake (nascut el 24 de novembre de 1968), conegut habitualment per les seves inicials AKD, és un polític de Sri Lanka, que exerceix com a desè president de Sri Lanka des de setembre de 2024. És l'actual líder del partit de Janatha Vimukthi Peramuna (JVP) i del Poder Popular Nacional.
Dissanayake ha estat involucrat amb el JVP des de jove i va ser actiu en la política estudiantil a la universitat abans, d'unir-se al politburó del JVP el 1995. És membre del Parlament des del setembre de 2000. Va exercir com a ministre d'Agricultura, Ramaderia, Terres i Regadiu de Sri Lanka del 2004 al 2005 i cap de l'oposició del 2015 al 2018. Va ser nomenat líder de JVP a la 17a Convenció Nacional del partit, celebrada el 2 de febrer de 2014.

## Posicionaments polítics
Dissanayake ha estat caracteritzat als mitjans de comunicació com un marxista i un neomarxista. Dissanayake s'ha compromès a dissoldre el parlament dins dels 45 dies següents a l'arribada al poder i a buscar un mandat general per a les seves polítiques. Es va presentar a una plataforma contra la corrupció i la pobresa a les eleccions presidencials de 2024. Dhananath Fernando, conseller delegat del grup de reflexió a favor del mercat Advocata Institute, amb el seu a Colombo, va dir que Dissanayake "ara advoca per un enfocament favorable al comerç, enfocat en la simplificació de l'estructura aranzelària, la millora de l' 'entorn empresarial, la reforma de l'administració tributària, el fi de la corrupció i el posicionant el sector privat com el motor del creixement, però, la seva posició sobre les negociacions del deute segueix sent poc clara".

### Reforma fiscal
Dissanayake ha estat molt crític amb el govern de Sri Lanka i l'FMI, afirmant que l'FMI només vol rescatar els règims corruptes. Ha afirmat que s'han de renegociar algunes de les condicions de l'FMI, com ara la reducció d'alguns impostos com l'impost Pay-as-you-earn, ja que aquest ha superat el rendiment, alhora que es redueix la despesa per assolir l'objectiu de superàvit primari. Ha indicat que el seu govern augmentaria les subvencions de benestar social, alhora que eliminaria els impostos sobre el valor afegit sobre articles essencials com ara aliments, serveis sanitaris, equips mèdics i serveis educatius, reduint el cost de la vida, augmentant els impostos als rics i tot i seguir donant suport als seus negocis. Dissanayake s'ha compromès a continuar l'acord amb l'FMI.